# 1521
Rok 1521 (MDXXI) byl nepřestupný rok, který podle juliánského kalendáře započal v úterý. 
Podle židovského kalendáře došlo k přelomu let 5281 a 5282. Podle islámského kalendáře započal dne 11. prosince rok 928. 

## Události

### Leden–červen
- 3. leden – Papež Lev X. exkomunikuje Martina Luthera z církve
- 22. leden – Císař Karel V. otevírá Wormský sněm
- 27. leden – Osmanský sultán Sulejman I. potlačuje povstání v Damašku
- 2. únor – Dánové ve Stockholmu nechávají popravit několik mnichů nesouhlasících s dánskou nadvládou nad Švédskem
- 6. březen
  - Fernão de Magalhães se stává prvním Evropanem na ostrově Guam
  - Martin Luther je předvolán před Wormský sněm
- 16. březen – Fernão de Magalhães připlouvá na Filipíny
- 31. března – Probíhá první mše na Filipínách
- Duben – Bitva u Tunmen (dnešní Hong-Kong): Dynastie Ming poráží portugalské námořnictvo. Jedná se o první asijsko-evropskou válku.
- 7. duben
  - Fernão de Magalhães připlouvá na ostrov Cebu
  - Martin Luther káže pobuřující kázání studentům v Erfurtu, když je na cestě do Worms.
- 16.–18. duben – Martin Luther je vyslýchán před císařem Karlem V. a Wormským sněmem, kde prohlašuje památnou větu "Tady stojím", která odkazuje na Bibli, jako symbol křesťanské doktríny.
- 23. duben – povstání komunérů – bitva u Villalaru: Kastilští royalisté poráží rebely.[1] Juan López de Padilla, Francisco Maldonado a Juan Bravo jsou popraveni následující den jako vůdci rebelů.
- 26. duben – Martin Luther odjíždí z Wormsu a zmizí na jeden rok. Společností se šíří teorie, že byl zavražděn, ve skutečnosti se skrývá na hradě Wartburg.
- 27. duben – Bitva u Mactanu: Fernão de Magalhães je zabit na Filipínách
- Květen
  - Italská válka: Začíná konflikt mezi císařem Karlem V. a francouzským králem Františkem I.
  - do Prahy přijel německý kazatel Tomáš Müntzer, který vyvolal neklid svým kázaním a výzvami k vytvoření říše bratrské rovnosti
- 17. květen – Edward Stafford, 3. vévoda z Buckinghamu, je popraven v Londýně za zradu.
- 20. květen – Bitva u Pampeluny: Francouzsko-navarrské jednotky poráží Španělsko
- 25. květen – Končí Wormský sněm. Karel V. vydává Wormský edikt, ve kterém prohlašuje Martina Luthera za psance.
- 27. květen – Ťia-ťing se stává novým čínským císařem z dynastie Ming
- 25. červen – Sultán Sulejman I. zahajuje obléhání Bělehradu
- 29. červen – Neacșův dopis: V rumunském městě Câmpulung je napsán dopis, ve kterém je vzneseno varování ohledně plánu Osmanů, jejichž cílem bylo obsadit Valašsko a Transylvánii.
- 30. červen – Bitva u Noáin: Francouzské jednotky pod vedením Henri d'Elberta, exilovaného navarrského krále, jsou poraženy španělskou armádou a jsou donuceni nesnažit se o obnovení jeho funkce.

### Červenec–prosinec
- Červenec – Pfaffensturm: Studentské povstání v Erfurtu proti mnichům, na podporu Martina Luthera
- 15. červenec – V Porto Ricu je založeno město San Juan, které je dnes jeho hlavní městem.
- 13. srpen – Pád Tenochtitlanu: Aztécký vládce Cuauhtémoc se vzdává Hernán Cortésovi. Končí pozdní postklasické období v Mezoamerice.
- 29. srpen – Bělehrad je dobyt osmanskou armádou a jeho novým vládcem se stává sultán Sulejman I.
- 25. říjen – Povstání komunérů je potlačeno
- 13. listopad – vymření rodu Přemyslovců ratibořským vévodou Valentinem Hrbatým
- 23. listopad – Španělsko-německo-papežské síly pod vedením Prospera Colonny přinutí francouzského maršála Odeta de Lautreca opustit Miláno.
- 27. prosinec – Cvikovští proroci přijíždějí do Wittenbergu, narušují mír a předpovídají apokalypsu.

### Probíhající události
- Morová epidemie v Českých zemích
- 1519–1521 – Dobývání Aztécké říše
- 1519–1522 – Magellanova expedice
- 1521–1523 – Válka za nezávislost Švédska

## Narození

### Česko
- 21. února – Matěj Červenka, biskup Jednoty bratrské († 13. prosince 1569)

### Svět

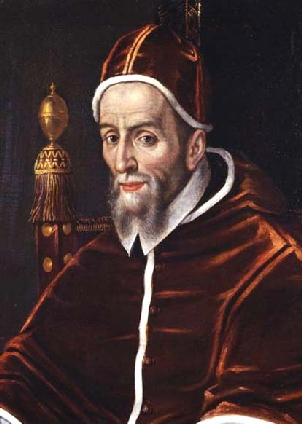
Urban VII. (* 4. srpna)

- 21. března – Mořic Saský, saský kurfiřt († 9. července 1553)
- 11. dubna – Jan Oldřich Zasius, německý právník a humanista († 27. dubna 1570)
- 08. května – Svatý Petr Canisius, jezuitský teolog a kazatel († 21. prosince 1597)
- 18. června – Marie Portugalská, portugalská infantka a vévodkyně z Viseu († 10. října 1577)
- 04. srpna – Urban VII., papež († 27. září 1590)
- 10. září – Thomas Wyatt, anglický povstalec († 11. dubna 1554)
- 31. října – Şehzade Mehmed, syn osmanského sultána Sulejmana I. († 7. listopadu 1543)
- 01. prosince – Šingen Takeda, japonský vojevůdce († 13. května 1573)

- neznámé datum
  - Johann Criginger, německý spisovatel a kartograf († 27. prosince 1571)
  - Alessandro Milleville, italský zpěvák, varhaník a hudební skladatel († 7. září 1589)
  - Philippe de Monte, vlámský hudební skladatel († 4. července 1603)
  - Svatý Ondřej Avellino, italský kněz († 10. listopadu 1608)
  - Sü Wej, čínský kaligraf, malíř, dramatik a básník († 1593)
  - Kristina Dánská, dánská princezna († 1590)

## Úmrtí

### Česko
- 08. dubna – Vilém II. z Pernštejna, šlechtic, nejvyšší hofmistr, rybníkář, nejvyšší maršálek a na Moravě nejvyšší komorník (* kolem 1435)
- 20. srpna – Kateřina z Rožmberka, šlechtična (* 17. srpna 1457)
- 13. listopadu – Valentin Hrbatý, poslední potomek Přemyslovců (* asi 1485)
- 18. listopadu – Ladislav ze Šternberka, šlechtic (* ?)
- ? – Jan Dlask Vchynský, šlechtic a předek rodu Kinských (* po 1471)

### Svět

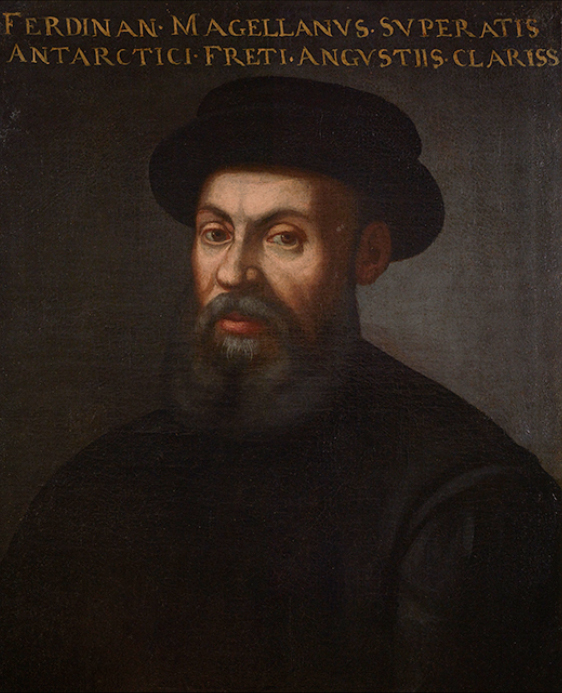
Fernão de Magalhães

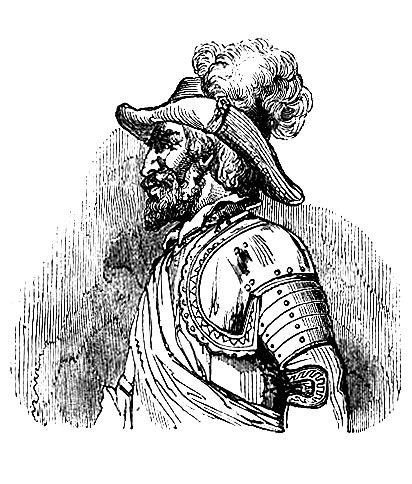
Juan Ponce de León

- 6. ledna – kardinál Vilém de Croÿ (* 1497)[2]
- 13. ledna – Ču Čchen-chao, člen dynastie Ming (* ?)
- 15. března – Jan II. Klevský, klevský vévoda a hrabě z Marku (* 13. dubna 1458)
- 19. března – Juraj III. Turzo, kremnický komorský hrabě  (* 26. březen 1467)
- 16. dubna – Hedvika Těšínská, těšínská princezna (* 1469)
- 20. dubna – Čeng-te, čínský císař (* 26. října)
- 24. dubna – španělští rebelové (popraveni)[1]
  - Juan López de Padilla (* 10. listopadu 1490)
  - Juan Bravo (* asi 1483)
- 27. dubna – Fernão de Magalhães, portugalský mořeplavec (* 1480)
- 10. května – Sebastian Brant, německý humanista a satirik (* 1457)
- 25. června – Čchien Ning, čínský generál a oblíbenec císaře (* ?)
- 29. června – Francesco Conti, italský kardinál (* asi 1470)
- 09. července – Raffaele Riario, italský kardinál (* 3. května 1461)
- 27. srpna – Josquin Desprez,  franko-vlámský renesanční hudební skladatel (* asi 1440)
- 22. října – Edward Poynings, anglický politik, vojevůdce a dvořan (* 1459)
- 02. listopadu – Markéta Lotrinská, francouzská vévodkyně a jeptiška (* 1463)
- 01. prosince – Lev X., papež (* 11. prosince 1475)
- 08. prosince – Kristina Saská, královna dánská, švédská a norská (* 24. září 1461)
- 13. prosince – Manuel I. Portugalský, zvaný „Šťastný“, portugalský král (* 31. května 1469)
- červenec – Juan Ponce de León, španělský conquistador, objevitel Floridy a Bahamských ostrovů (* 8. dubna 1460)
- ? – Francisco Serrão, portugalský mořeplavec (* cca 1480)
- ? – Isabela z Viseu, portugalská princezna a vévodkyně z Braganzy (* 1459)
- ? – Hátifí, perský básník a synovec básníka Džámího (* 1454)
- ? – Che Ťing-ming, čínský básník a spisovatel (* 1483)

## Hlavy států
- České království – Ludvík Jagellonský
- Svatá říše římská – Karel V.
- Papež – Lev X.
- Anglické království – Jindřich VIII. Tudor
- Francouzské království – František I.
- Polské království – Zikmund I. Starý
- Uherské království – Ludvík Jagellonský
- Španělské království – Karel V.
- Portugalsko – Manuel I. Portugalský / Jan I. Portugalský
- Burgundské vévodství – Karel V.
- Dánsko, Norsko – Kristián II. Dánský
- Švédsko – Kristián II. Dánský / Gustav I. Vasa
- Moskevské knížectví – Vasilij III. Ivanovič
- Osmanská říše – Sulejman I.
- Perská říše – Ismail I.